# قزقلعه بزرگ
قزقلعه بزرگ روستایی از توابع بخش محمدیه شهرستان البرز در استان قزوین ایران است.

## جمعیت
این روستا در دهستان حصار خروان قرار دارد و براساس سرشماری مرکز آمار ایران در سال ۱۳۸۵، جمعیت آن ۳۴ نفر (۱۴خانوار) بوده‌است.